# 카게라강

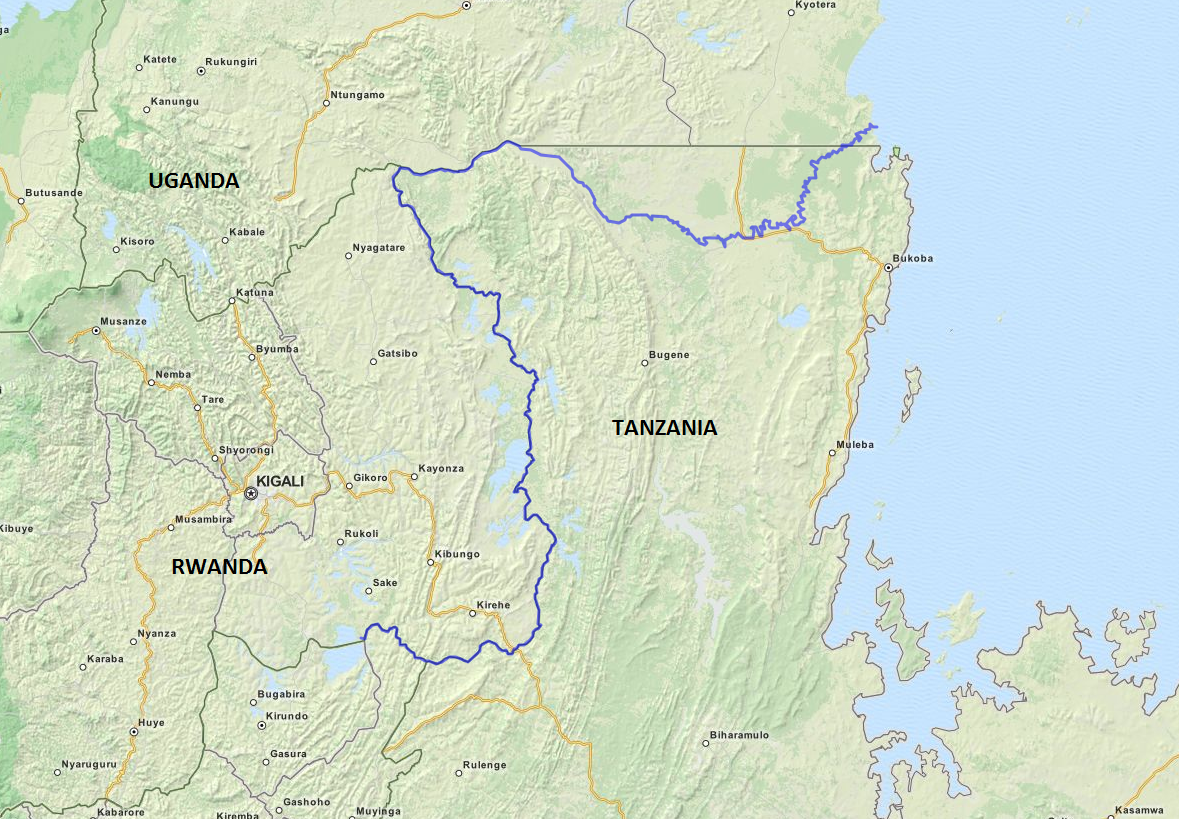
카게라강의 지도. 동쪽은 빅토리아 호수.

카게라강(Kagera)은 동아프리카의 강으로, 부룬디와 르완다 국경에 위치한 르웨루호(Lake Rweru)에서 발원하여 빅토리아호로 흘러든다. 이에 따라 넓은 의미에서 나일강(백나일강 포함)의 최상류를 이룬다. 아카게라강(Akagera)이나 알렉산드라 나일강(Alexandra Nile)으로도 알려져 있다.
주요 지류로 르웨루호에 물을 공급하는 냐바롱고강(Nyabarongo)과 탄자니아-르완다 국경에서 합류하는 루부부강(Ruvubu)이 있다.

## 같이 보기
- 백나일강
- 아카게라 국립공원